# Macrosiphum pyrifoliae
Macrosiphum pyrifoliae är en insektsart. Macrosiphum pyrifoliae ingår i släktet Macrosiphum och familjen långrörsbladlöss. Inga underarter finns listade i Catalogue of Life.